# Glossar zur russischen Philosophie

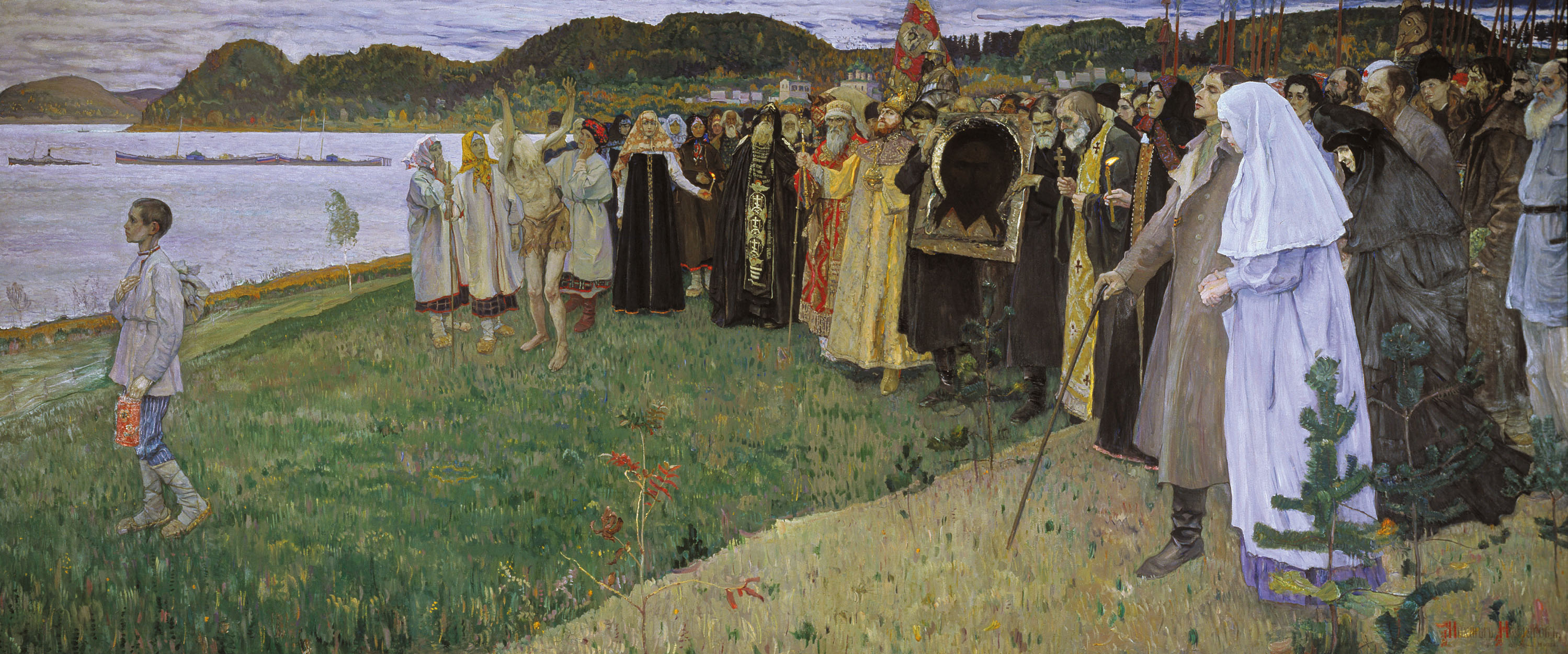
In russischen Landen (Die Seele des Volkes) (Gemälde von Michail Nesterow)

Dies ist ein Glossar zur russischen Philosophie.
Das folgende im steten Aufbau begriffene Glossar zur Philosophie in Russland liefert stichwortartig einen Überblick zu einer Vielzahl von Denkern und Persönlichkeiten sowie ausgewählten einzelnen Werken und von Konzepten und Strömungen, die in russischen Landen entstanden sind bzw. von Russen stammen. Es ist größtenteils orientiert an Übersichtswerken zur russischen Philosophie bzw. Philosophiegeschichte, wie sie z. B. auch in dem deutschsprachigen Standardwerk von Wilhelm Goerdt (1984/1989) herangezogen wurden.

## Kurzeinführung
Die Autorin Tatiana Artemyeva merkt in ihrem „Philosophie an russischen Universitäten“ betitelten Aufsatz gleich zu Anfang an, das sich „Russische Philosophie“ deutlich von der „an russischen Universitäten studierten Philosophie“ unterscheide. Damit hat sie mit vielen anderen Ländern etwas gemein.

## Glossar
Idealerweise werden die Namen und Begriffe (übersetzt) zusammen mit der russischen Schreibung angegeben. Die Erläuterungen sind grundsätzlich knapp gehalten, insbesondere bei vorhandenen Artikeln in der deutschsprachigen Wikipedia bzw. leicht aufzufindenden Informationen wurden sie auf das Allernötigste beschränkt.

### A
- Konstantin Sergejewitsch Aksakow Константин Сергеевич Аксаков (1817–1860)
- Nikolai Nikolajewitsch Alexejew Николай Николаевич Алексеев (1879–1964)
- Dmitri Sergejewitsch Anitschkow Дмитрий Сергеевич Аничков (1733–1788), russischer Mathematiker und Philosoph
- Innokenti Fjodorowitsch Annenski Иннокентий Фёдорович Анненский (1855–1909)
- Metropolit Antoni
- Maxim Alexejewitsch Antonowitsch Максим Алексеевич Антонович (1835–1918)
- Sergei Alexejewitsch Askoldow Сергей Алексеевич Аскольдов (1871–1945)
- Pjotr Jewgenjewitsch Astafjew Пётр Евгеньевич Астафьев (1846–1893)
- Pjotr Semenowitsch Awsenew (Feofan) Петр Семенович Авсенев / Феофан (Авсенев) (1810–1852)
- Ljubow Issaakowna Axelrod Любовь Исааковна Аксельрод, auch Esther Luba Axelrod (1868–1946), Revolutionärin und Philosophin. Pseudonym „Orthodoxe“

### B
- Michail Michailowitsch Bachtin Михаил Михайлович Бахтин (1895–1975)

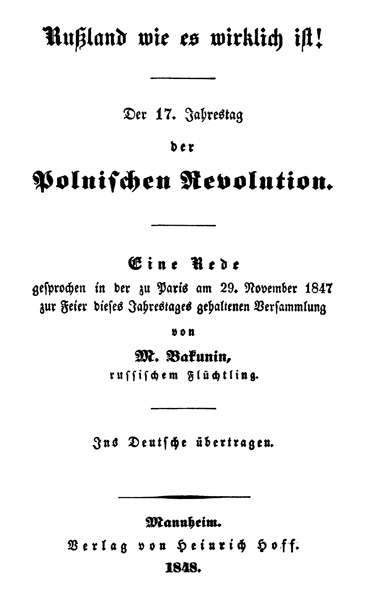
„Rußland wie es wirklich ist!“ Die Rede zum Jahrestag des polnischen Aufstands machte Bakunin europaweit bekannt.

- Michail Alexandrowitsch Bakunin Михаил Александрович Бакунин (1814–1876) (Materialist, Nihilist, Hegelianer)
- Pawel Alexandrowitsch Bakunin Павел Александрович Бакунин (1820–1900)
- Konstantin Dmitrijewitsch Balmont Константин Дмитриевич Бальмонт (1867–1942)
- Andrei Bely Андрей Белый (1880–1934)
- Wissarion Grigorjewitsch Belinski Виссарион Григорьевич Белинский (1811–1848), russischer Hegelianer
- Nikolai Alexandrowitsch Berdjajew Николай Александрович Бердяев (1874–1948)
- Beskonetschny tupik (russisch Бесконечный тупик, wiss. Transliteration Beskonečnyj tupik) von Dmitri Jewgenjewitsch Galkowski
- Wladimir Weniaminowitsch Bibichin Владимир Вениаминович Бибихин (1938–2004)
- Alexander Alexandrowitsch Blok Александр Александрович Блок (1880–1921)
- Helena Petrovna Blavatsky Елена Петровна Блаватская (1831–1891)
- Jewgeni Alexandrowitsch Bobrow Евгений Александрович Бобров (1867–1933)
- Alexander Alexandrowitsch Bogdanow Александр Александрович Богданов (1873–1928)
- Andrei Timofejewitsch Bolotow Андрей Тимофеевич Болотов (1738–1833)
- Dmitri Wassiljewitsch Boldyrew Дмитрий Васильевич Болдырев (1885–1920)
- Waleri Jakowlewitsch Brjussow Валерий Яковлевич Брюсов (1873–1924)
- Alexander Iwanowitsch Browkowitsch / Erzbischof Nikanor Александр Иванович Бровкович (Архиепископ Никанор) (1826–1890)
- Archimandrit Bucharew Александр Матвеевич Бухарев (1822–1871)
- Nikolai Wassiljewitsch Bugajew Николай Васильевич Бугаев (1837–1903)
- Priester Sergei Nikolajewitsch Bulgakow Сергей Николаевич Булгаков (1871–1944)
- Michail Wassiljewitsch Butaschewitsch-Petraschewski Михаил Васильевич Буташевич-Петрашевский (1821–1866)
- Byzantinische Orthodoxie

### C
Siehe auch unter Tsch.
- Alexei Stepanowitsch Chomjakow Алексей Степанович Хомяков (1804–1860) (Slawophiler)
- Christianisierung der Rus
- Christlicher Sozialismus

### D
- Nikolai Jakowlewitsch Danilewski Николай Яковлевич Данилевский (1822–1885)
- Semjon Jefimowitsch Desnizki Семён Ефимович Десницкий (ca. 1740–1789)
- Dezembristen
- Nikolai Grigorjewitsch Debolski Николай Григорьевич Дебольский (1842–1918)
- Dialektika mifa (russisch Диалектика мифа, wiss. Transliteration Dialektika mifa) Die Dialektik des Mythos, das Hauptwerk des russischen Philosophen Alexei Lossew (1893–1988)
- Nikolai Alexandrowitsch Dobroljubow Николай Александрович Добролюбов (1836–1861) und der Streit um die „Überflüssigen“

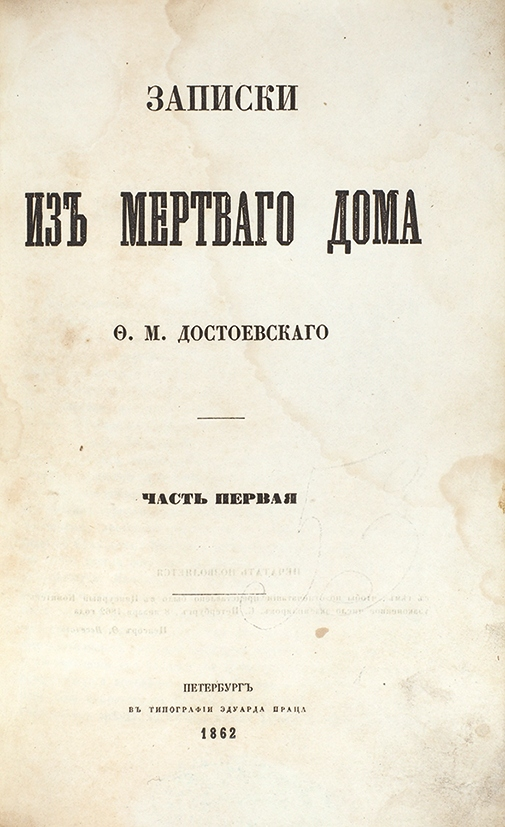
Aufzeichnungen aus einem Totenhaus (Dostojewski)

- Fjodor Michailowitsch Dostojewski Федор Михайлович Достоевский (1821–1881)
- Drittes Rom
- Dmitri Sergejewitsch Dudko  Дмитрий Сергеевич Дудко (1922–2004)

### E
- Empiriomonism (russisch Эмпириомонизм, wiss. Transliteration Ėmpiriomonizm) Empiriomonismus, von Alexander Alexandrowitsch Bogdanow
- Wladimir Franzewitsch Ern Владимир Францевич Эрн (1882–1917)

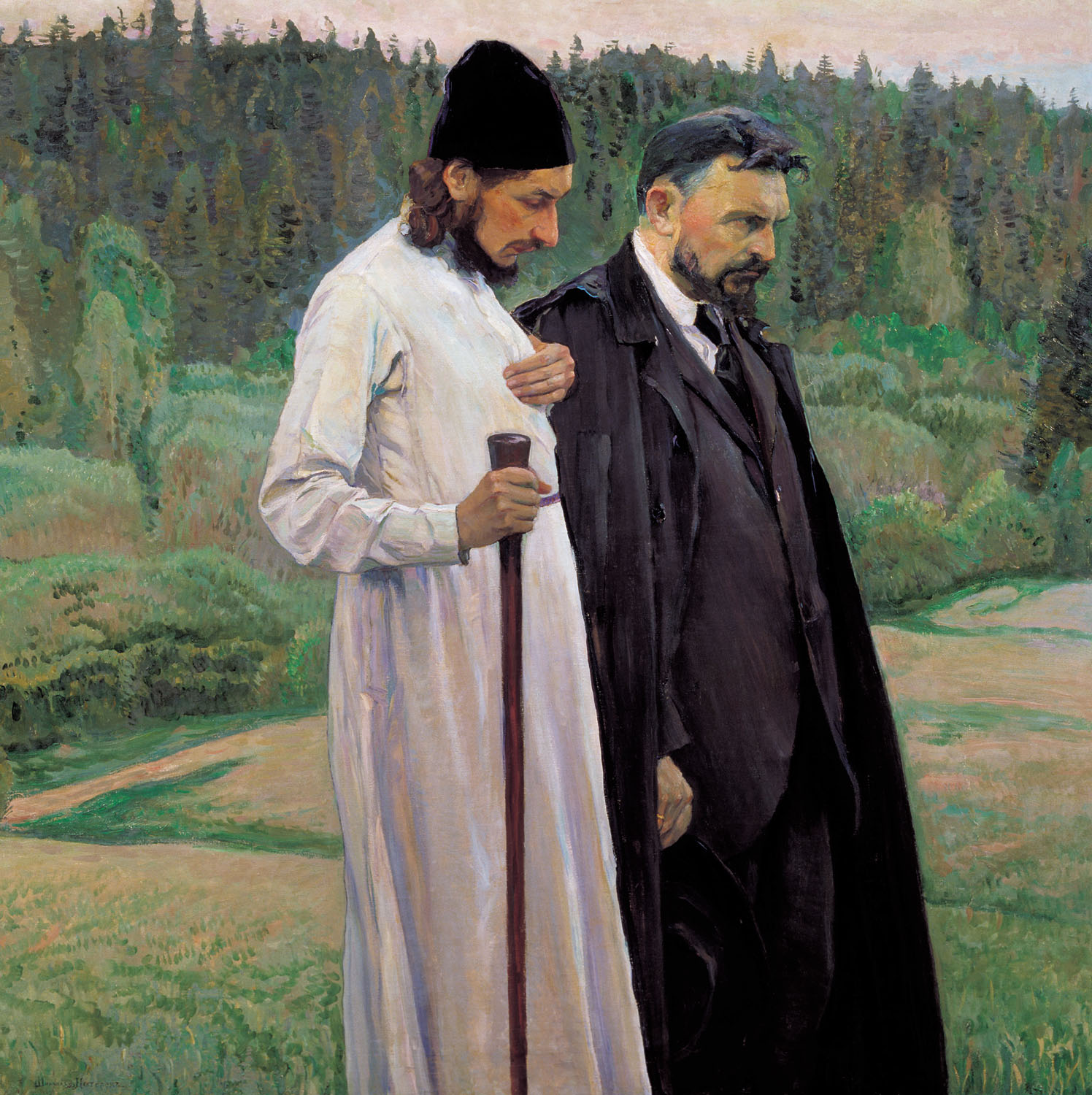
Pawel Florenski (links) und Sergei Bulgakow (rechts), 1917 (Gemälde von Michail Nesterow)

### F
- Filossofitscheskije pisma (russisch Философические письма, wiss. Transliteration Filosofičeskie pis'ma) Philosophische Briefe (französisch: Les lettres philosophiques), ein philosophisches Werk von Pjotr Tschaadajew. Es ist in Form von Briefen an Jekaterina Dmitrijewna Panowa verfasst, die in den Briefen als Sudarynei bezeichnet wird. Insgesamt schrieb Tschaadajew acht philosophische Briefe; die Originalsprache dieser Briefe war Französisch, sie sind auf die Jahre 1828–1830 datiert.
- Filossofija imeni (russisch Философия имени, wiss. Transliteration Filosofija imeni) Die Philosophie des Namens (Lossew) 1927
- Filossofija obschtschego dela (russisch Философия общего дела, wiss. Transliteration Filosofija obščego dela) Philosophie der gemeinsamen Tat, ein philosophisches Werk von Nikolai Fjodorow (1829–1903), das als eines der grundlegenden Werke des russischen Kosmismus gilt (posthum veröffentlicht).
- Filossofskije tetradi (russisch Философские тетради, wiss. Transliteration Filosofskie tetradi) Philosophische Notizbücher
- Nikolai Fjodorowitsch Fjodorow Николай Фёдорович Фёдоров (1829–1903)
- Pawel Alexandrowitsch Florenski Павел Александрович Флоренский (1882–1937)
- Georgi Wassiljewitsch Florowski Георгий Васильевич Флоровский (1893–1979)
- Michail Alexandrowitsch Fonwisin Михаил Александрович Фонвизин (1787–1854)
- Simon Ljudwigowitsch Frank Семён Людвигович Франк (1877–1950)
- Freimaurerei in Russland

### G
- Anatoli Andrianowitsch Galaktionow Анатолий Андрианович Галактионов (1922–2002)
- Alexander Iwanowitsch Galitsch Александр Иванович Галич (Говоров) (1783–1848)
- Dmitri Jewgenjewitsch Galkowski Дмитрий Евгеньевич Галковский (1960–)
- Nikolai Konstantinowitsch Gawrjuschin Николай Константинович Гаврюшин (1946–2019)
- Geistliche Akademie Kiew
- Alexei Nikititsch Giljarow Алексей Никитич Гиляров (1856–1938)
- Nikita Petrowitsch Giljarow-Platonow Никита Петрович Гиляров-Платонов (1824–1887)
- Sinaida Nikolajewna Gippius Зинаида Николаевна Гиппиус (1869–1945)
- Georgi Iwanowitsch Gjurdschijew Георгий Иванович Гурджиев (1872–1949)
- Silwestr Silwestrowitsch Gogozki Сильвестр Сильвестрович Гогоцкий (1813–1889)
- Fjodor Alexandrowitsch Golubinski Федор Александрович Голубинский (1797–1854)
- Gossudarstwennost i anarchija (russisch Государственность и анархия, wiss. Transliteration Gosudarstvennost' i anarchija) Staatlichkeit und Anarchie, Michail Bakunin
- Gottmenschentum (russisch Богочеловечество / Bogotschelowetschestwo, wiss. Transliteration Bogočelovečestvo bzw. Bogochelovechestvo), siehe unter Solowjow, Frank u. a.
- Timofei Nikolajewitsch Granowski Тимофей Николаевич Грановский (1813–1855)
- Apollon Alexandrowitsch Grigorjew Аполлон Александрович Григорьев (1822–1864), Kritiker der „Aufklärer“
- Nikolai Jakowlewitsch Grot Николай Яковлевич Грот (1852–1899)
- Georges Gurvitch Георгий Давидович Гурвич (1894–1965)

### H
- Russischer „Hegelismus“
- Helvétius (1715–1771)

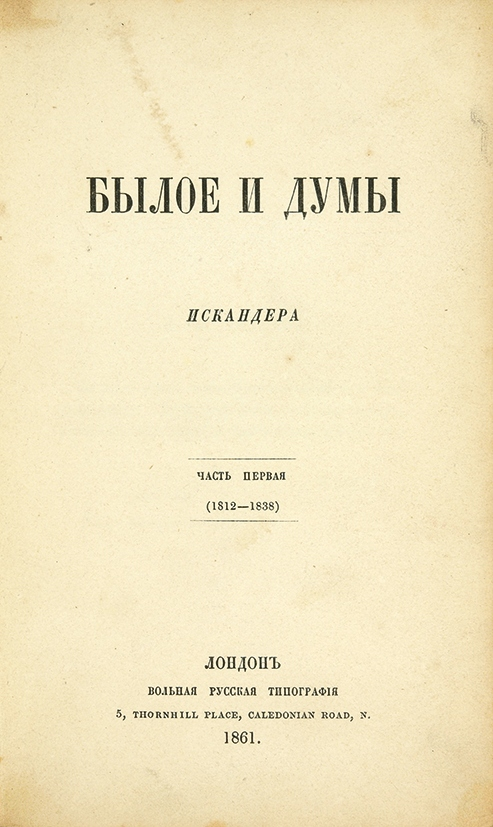
Umschlag der Erstausgabe des ersten Bandes von Alexander Herzens Memoirenwerk

- Alexander Iwanowitsch Herzen Александр Иванович Герцен (1812–1870), russischer Hegelianer, Westler
- S. I. Hessen Сергей Иосифович Гессен (1887–1950)

### I
- Ewald Wassiljewitsch Iljenkow Эвальд Васильевич Ильенков (1924–1979)
- Iwan Alexandrowitsch Iljin Иван Александрович Ильин (1883–1954)
- Wladimir Nikolajewitsch Iljin Владимир Николаевич Ильин (1891–1974)

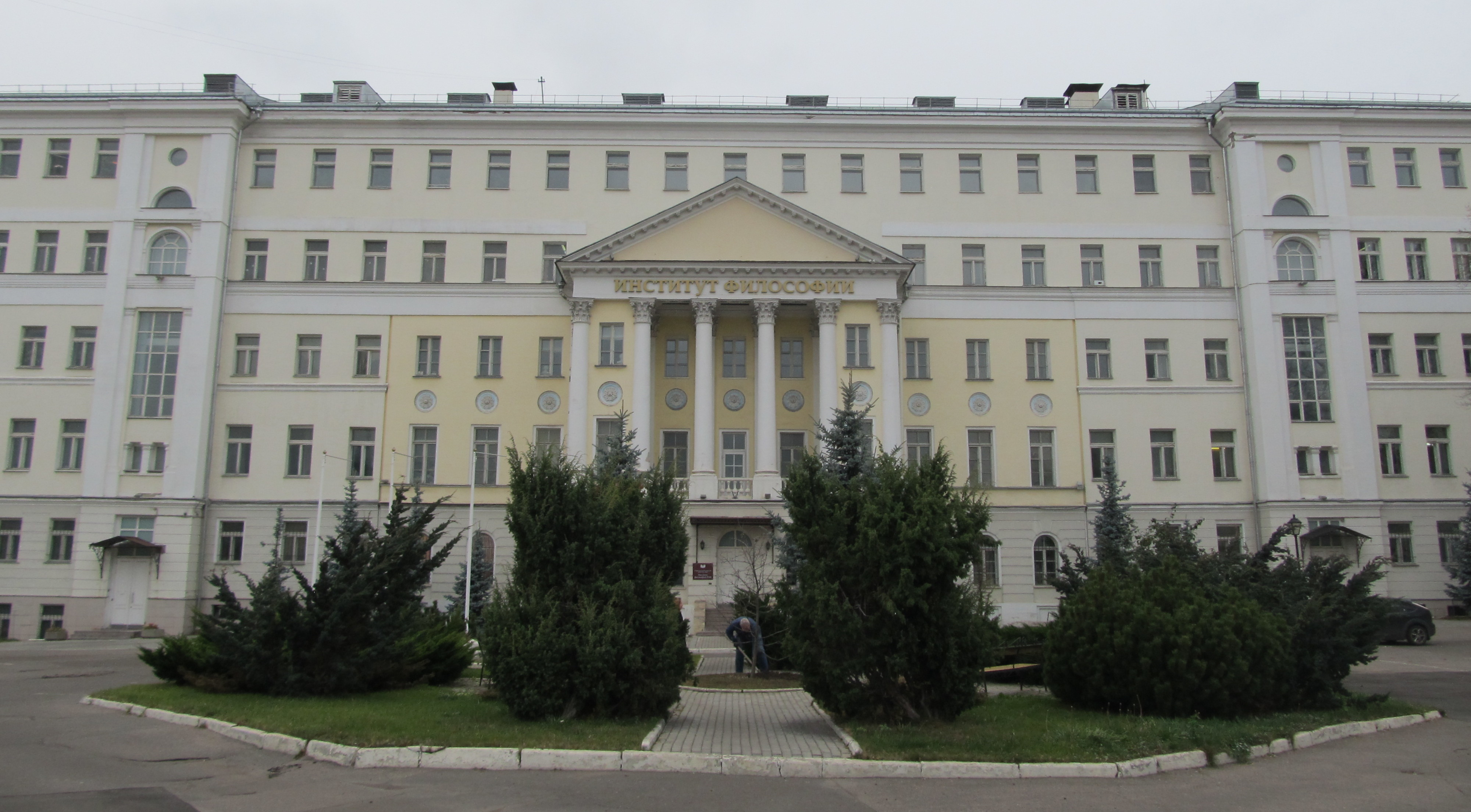
Institut für Philosophie der Russischen Akademie der Wissenschaften

- Institut für Philosophie der Russischen Akademie der Wissenschaften Институт философии РАН
- Is glubiny (russisch Из глубины, wiss. Transliteration Iz glubiny); De profundis: eine 1918 entstandene Sammlung philosophischer und sozialer Artikel über die Russische Revolution, die eine Fortsetzung einer anderen Artikelsammlung mit dem Titel Wechi (Wegzeichen) darstellt und von verschiedenen Autoren auf Initiative von Peter Struve verfasst wurde.

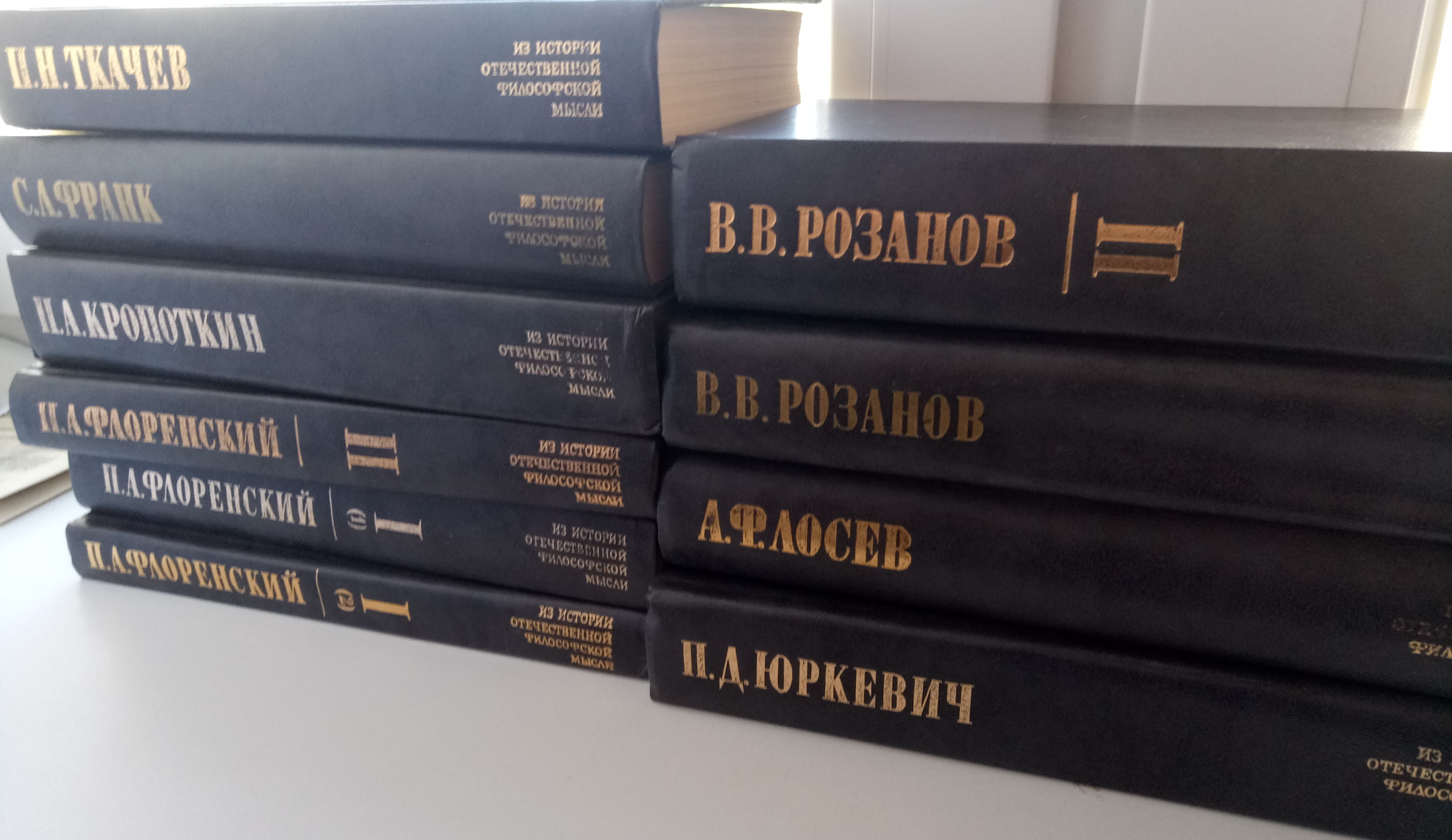
Verschiedene Bände der Reihe Aus der Geschichte des vaterländischen philosophischen Denkens

- Is istorii otetschestwennoi filossofskoi mysli (russisch Из истории отечественной философской мысли; wiss. Transliteration Iz istorii otečestvennoj filosofskoj mysli) Aus der Geschichte des vaterländischen philosophischen Denkens, Buchreihe zur russischen Philosophie, die seit 1989 vom russischen Verlag Prawda herausgegeben wird.
- Istorija russkoi filossofii (Losski) (russisch История русской философии (Лосский), wiss. Transliteration Istorija russkoj filosofii (Losskij)); Geschichte der russischen Philosophie (Losski)
- Wjatscheslaw Iwanowitsch Iwanow Вячеслав Иванович Иванов (1866–1949)

### J
- Iwan Dmitrijewitsch Jakuschkin Иван Дмитриевич Якушкин (1793–1794)
- Sofja Alexandrowna Janowskaja Софья Александровна Яновская (1896–1966)
- Boris Walentinowitsch Jakowenko Борис Валентинович Яковенко (1884–1949)
- Josephiten (Scholastik)
- Pamfil Danilowitsch Jurkewitsch Памфил Данилович Юркевич (1826–1874)

### K
Siehe auch unter Ch.
- Immanuel Kant (1724–1804), Einfluß auf die russische Philosophie
- Antioch Dmitrijewitsch Kantemir Антиох Дмитриевич Кантемир (1708–1744)
- Nikolai Michailowitsch Karamsin Николай Михайлович Карамзин (1766–1826)
- Nikolai Iwanowitsch Karejew Николай Иванович Кареев (1850–1931), russischer Positivist
- Michail Iwanowitsch Karinski Михаил Иванович Каринский (1840–1917)
- Wassili Nikolajewitsch Karpow Василий Николаевич Карпов (1798–1867)
- Lew Platonowitsch Karsawin Лев Платонович Карсавин (1882–1952)
- Konstantin Dmitrijewitsch Kawelin Константин Дмитриевич Кавелин (1818–1885)
- Katharina II. und die Aufklärungsphilosophie
- Konstantin Dmitrijewitsch Kawelin Константин Дмитриевич Кавелин (1818–1885) (Russischer Positivist)
- Kiewer Rus
- Iwan Wassiljewitsch Kirejewski Иван Васильевич Киреевский (1806–1856) (Slawophiler)
- Bogdan Alexandrowitsch Kistjakowski Богдан (Фёдор) Александрович Кистяковский (1868–1920)
- Leo Kobilinski-Ellis Эллис (писатель) (1879–1947)
- Konzept der „Integralen Persönlichkeit“ und „Neue Prinzipien in der Philosophie“
- Nikolai Michailowitsch Korkunow Николай Михайлович Коркунов (1853–1904) (Russischer Positivist)
- Wladimir Alexandrowitsch Koschewnikow Владимир Александрович Кожевников (1852–1917)
- Jakow Pawlowitsch Koselski  Яков Павлович Козельский (1729–1793)
- Alexei Alexandrowitsch Koslow Алексей Александрович Козлов (1831–1901) (und der Panpsychismus)
- Kosmologija ducha (russisch Космология духа, wiss. Transliteration Kosmologija ducha); Kosmologie des Geistes von Ewald Wassiljewitsch Iljenkow
- Michail Iwanowitsch Kowalenski Михаил Иванович Коваленский (1745–1807)
- Maxim Maximowitsch Kowalewski Максим Максимович Ковалевский (1851–1916)
- Pjotr Alexejewitsch Kropotkin Пётр Алексеевич Кропоткин (1842–1921) (bekannt als „Vater des Anarchismus“ «отец анархизма / otez anarchisma»)
- Wiktor Dmitrijewitsch Kudrjawzew-Platonow Виктор Дмитриевич Кудрявцев-Платонов (1828–1891)
- Andrei Michailowitsch Kurbski Андрей Михайлович Курбский (1528–1583) (Scholastik)

### L
- Alexander Fjodorowitsch Labsin Александр Фёдорович Лабзин (1766–1825)
- Iwan Iwanowitsch Lapschin Иван Иванович Лапшин (1870–1952)
- Pjotr Lawrowitsch Lawrow Пётр Лаврович Лавров (1823–1900)
- Legaler Marxismus
- Legaler Populismus
- Gottfried Wilhelm Leibniz (1646–1716), Einfluß in Russland

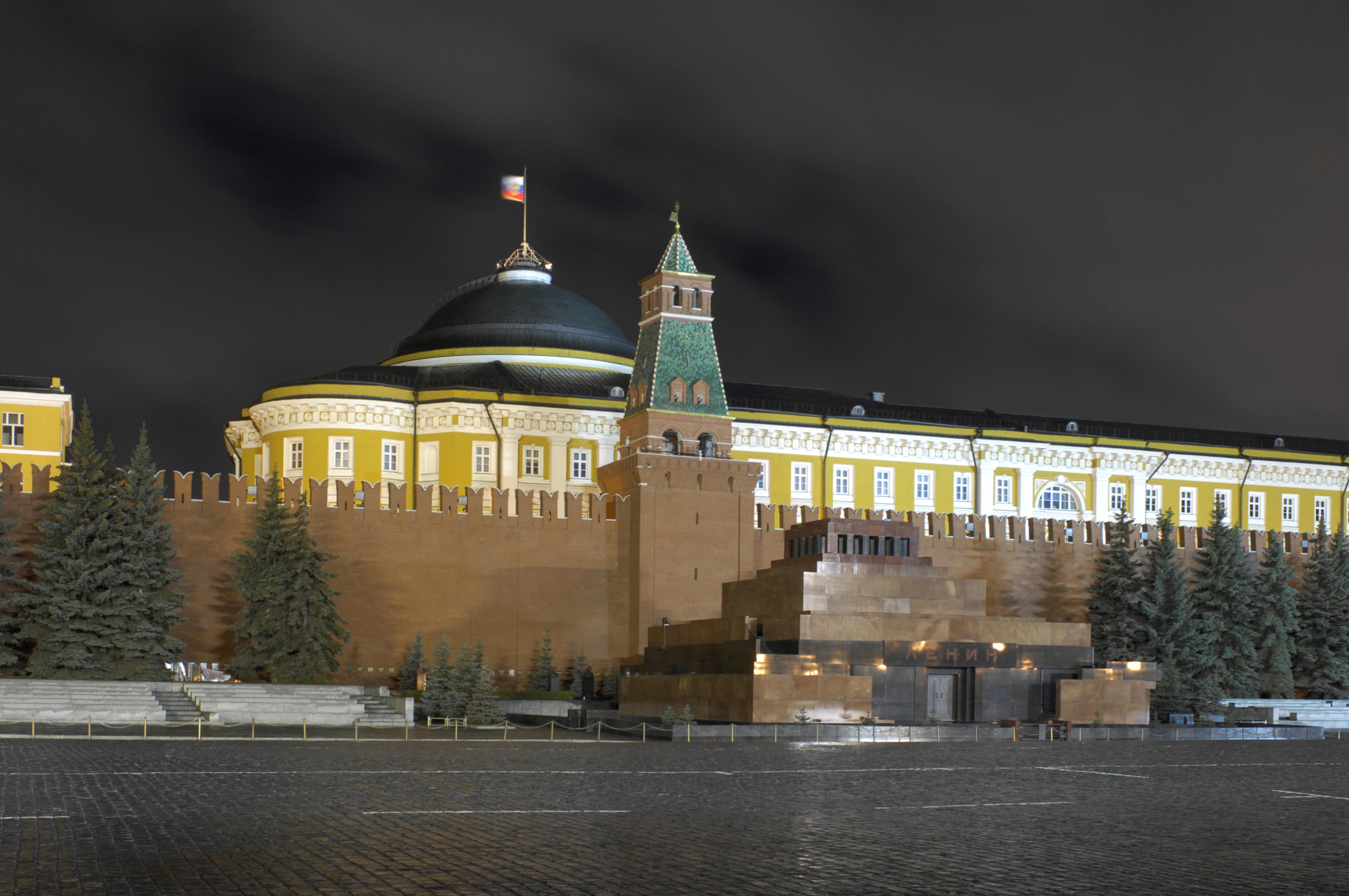
Lenin-Mausoleum am Roten Platz in Moskau

- Wladimir Iljitsch Lenin Владимир Ильич Ленин (1870–1924) (Gründer des Leninismus)
- Lenins frühe Schriften
- Konstantin Nikolajewitsch Leontjew Константин Николаевич Леонтьев (1831–1891)
- Wolodymyr Lessewytsch (1837–1905), kritischer Positivismus
- Sergei Alexandrowitsch Lewizki Сергей Александрович Левицкий (1908–1983)
- Ljubomudry („Obschtschestwo ljubomudrija“)
- Ljudi lunnogo sweta (russisch Люди лунного света, wiss. Transliteration Ljudi lunnogo sveta) Menschen des Mondlichts
- Michail Wassiljewitsch Lomonossow Михаил Васильевич Ломоносов (1711–1765)
- Lew Michailowitsch Lopatin Лев Михайлович Лопатин (1855–1920)
- Alexei Fjodorowitsch Lossew Алексей Фёдорович Лосев (1893–1988)

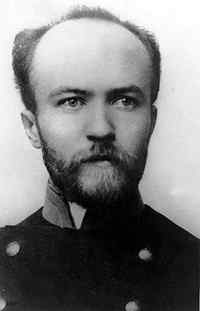
Nikolai Onufrijewitsch Losski (um 1900)

- Nikolai Onufrijewitsch Losski Николай Онуфриевич Лосский (1870–1965)
- Wladimir Nikolajewitsch Losski Владимир Николаевич Лосский (1903–1958)

### M
- Ernst Mach, sein Einfluss in Russland
- Karl Marx, Das Kapital in Russland
- Marksism i woprossy jasykosnanija (russisch Марксизм и вопросы языкознания, wiss. Transliteration Marksizm i voprosy jazykoznanija) Marxismus und Fragen der Linguistik
- Marxismus – Russischer Marxismus und das Aufkommen des Leninismus
- Materialism i empiriokritizism (russisch Материализм и эмпириокритицизм, wiss. Transliteration Materializm i ėmpiriokriticizm) Materialismus und Empiriokritizismus
- Alexander Wladimirowitsch Men Александр Владимирович Мень (1935–1990)
- Dmitri Sergejewitsch Mereschkowski Дмитрий Сергеевич Мережковский (1866–1941)
- John Meyendorff Иван Феофилович Мейендорф (1926–1992)
- Wsewolod Emiljewitsch Meyerhold Всеволод Эмильевич Мейерхольд (1874–1940)
- Léon Metchnikoff  Лев Ильич Мечников / Lew Iljitsch Metschnikow (1838–1888)
- Nikolai Konstantinowitsch Michailowski Николай Константинович Михайловский (1842–1910) (Russischer Positivist)
- Nikolai Maximowitsch Minski Николай Максимович Минский (1855–1937)
- Mnimosti w geometrii (russisch Мнимости в геометрии, wiss. Transliteration Mnimosti v geometrii); Minimis in der Geometrie
- Monism Wselennoi (russisch Монизм Вселенной, wiss. Transliteration Monizm Vselennoj) Der Monismus des Universums
- Moskauer Geistliche Akademie
- Mysliteli proschlogo (russisch Мыслители прошлого, wiss. Transliteration Mysliteli prošlogo; „Denker der Vergangenheit“), Buchreihe

### N
- Narodnitschestwo und der Marxismus
- Nikolai Iwanowitsch Nadeschdin Николай Иванович Надеждин (1804–1856)
- Pawel Alexejewitsch Nekrassow Павел Алексеевич Некрасов (1853–1924)
- Wiktor Iwanowitsch Nesmelow Виктор Иванович Несмелов (1863–1937)
- Nestjaschateli: antikirchliche Bewegung

- Nihilismus

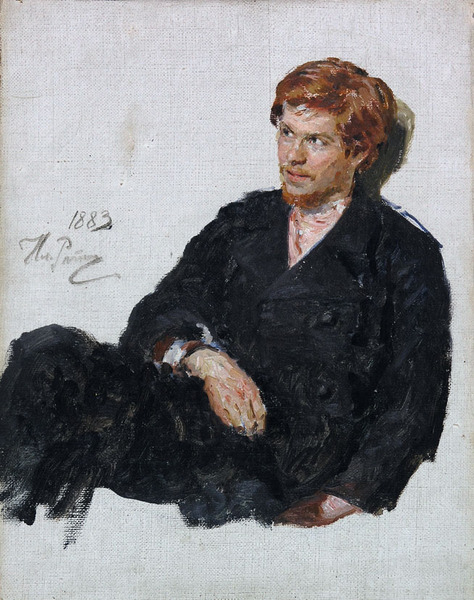
Porträt eines nihilistischen Studenten (Ilja Repin)

- Pjotr Fedotowitsch Nikandrow Пётр Федотович Никандров (1923–1975)
- Nikanor (Browkowitsch) Никанор (Бровкович) (1827–1890)
- Nikon (Worobjow); Igumen Nikon (weltlicher Name Nikolaj Nikolajewitsch Worobjow Николай Николаевич Воробьёв) (1894–1963)
- Pawel Iwanowitsch Nowgorodzew Павел Иванович Новгородцев (1866–1924)
- Nikolai Iwanowitsch Nowikow Николай Иванович Новиков (1744–1818) und die Freimaurerei

### O
- Wladimir Fjodorowitsch Odojewski Владимир Фёдорович Одоевский (1803–1869) Russische Nächte
- Nikolai Platonowitsch Ogarjow Николай Платонович Огарёв (1813–1877)
- Alexander Iwanowitsch Ognjow Александр Иванович Огнёв (1884–1925)
- O soprotiwlenii slu siloju (russisch О сопротивлении злу силою, wiss. Transliteration O soprotivlenii zlu siloju) Über den Widerstand gegen das Böse mit Gewalt
- Otscherki antitschnogo simwolisma i mifologii (russisch Очерки античного символизма и мифологии, wiss. Transliteration Očerki antičnogo simvolizma i mifologii) Aufsätze über antike Symbolik und Mythologie

### P
- Panpsychismus
- Michail Grigorjewitsch Pawlow Михаил Григорьевич Павлов (1792–1840)
- Pawel Iwanowitsch Pestel Павел Иванович Пестель (1793–1826)
- Petraschewzen

- Philosophenschiff (russisch философский пароход «Philosophendampfer»)

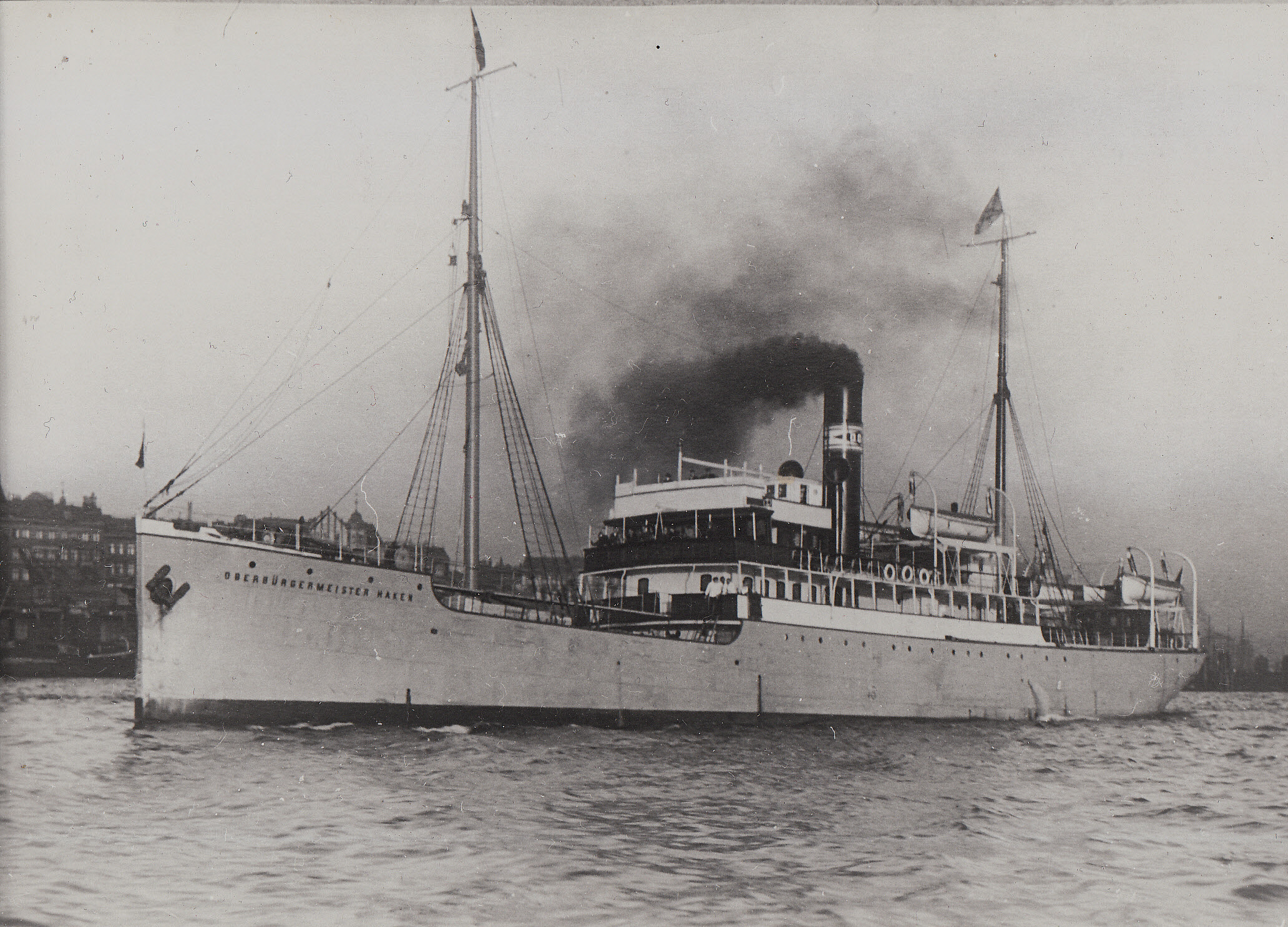
Das Fahrgastschiff Oberbürgermeister Haken

- Philosophie an der Moskauer Universität
- Nikolai Iwanowitsch Pirogow Николай Иванович Пирогов (1810–1881)
- Pisma ob isutschenii prirody (russisch Письма об изучении природы, wiss. Transliteration Pis'ma ob izučenii prirody) Briefe über das Studium der Natur von Alexander Herzen
- Dmitri Iwanowitsch Pissarew Дмитрий Иванович Писарев (1840–1868) (Materialisten in den 1860ern – Nihilismus)
- Georgi Walentinowitsch Plechanow Георгий Валентинович Плеханов (1856–1918)
- Plechanow-Preis Премия имени Г. В. Плеханова („G.-W.-Plechanow-Preis“), ein sowjetischer und russischer Wissenschaftspreis
- Konstantin Petrowitsch Pobedonoszew Константин Петрович Победоносцев (1827–1907)
- Michail Iwanowitsch Pomasanski Михаил Иванович Помазанский (1888–1988)
- Grigori Solomonowitsch Pomeranz Григорий Соломонович Померанц (auch Grigorij S. Pomeranc) (1918–2013)
- Pawel Sergejewitsch Popow Павел Сергеевич Попов (1892–1964)
- Positivismus in Russland
- Potschwennitschestwo
- Problemy idealisma (russisch Проблемы идеализма, wiss. Transliteration Problemy idealizma) Probleme des Idealismus (Aufsätzesammlung; 1902)
- Theophan Prokopowitsch Феофан (Прокопович) (1681–1736)
- Put (russisch Путь, wiss. Transliteration Put') Pfad (Zeitschrift) / La Voie (revue)
- Puti russkogo bogoslowija (russisch Пути русского богословия, wiss. Transliteration Puti russkogo bogoslovija) Wege der russischen Theologie von Georgi Florowski

### Q
[kein Eintrag]

### R
- Raskol (Schisma)

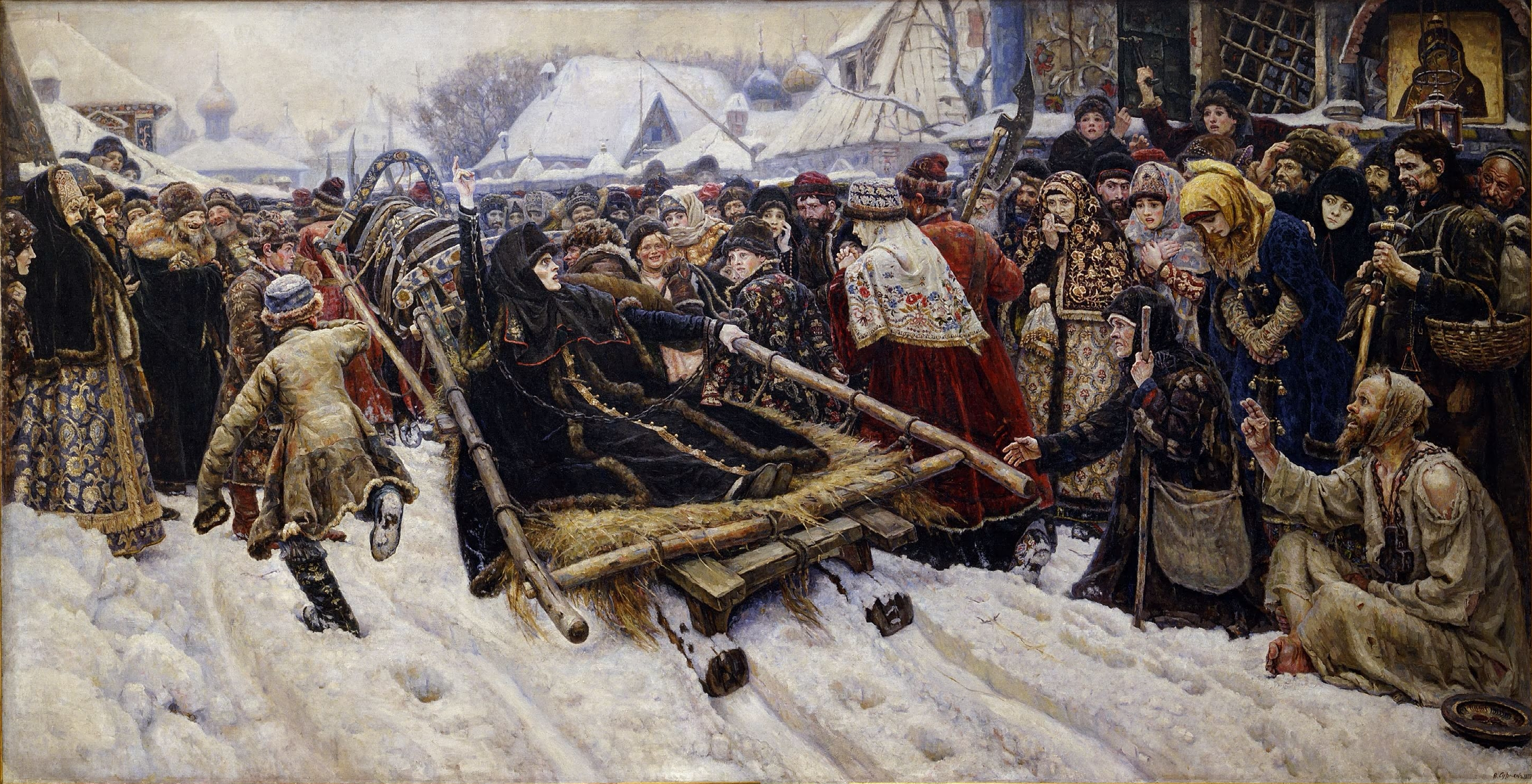
Die Bojarin Morosowa

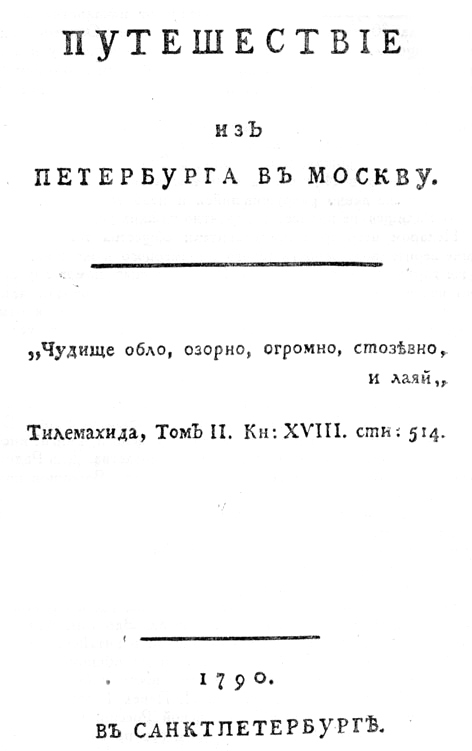
Reise von Petersburg nach Moskau (Titelseite der Erstausgabe von 1790)

- Alexander Nikolajewitsch Radischtschew Александр Николаевич Радищев (1749–1802), Abhandlung über die Unsterblichkeit
- Eugène De Robertis Евгений Валентинович Де Роберти (1843–1915) (Russischer Positivist)
- Nicholas Roerich Николай Константинович Рерих (1874–1947)
- Wassili Wassiljewitsch Rosanow Василий Васильевич Розанов (1856–1919)
- Rossija i Jewropa (russisch Россия и Европа, wiss. Transliteration Rossija i Evropa) Russland und Europa
- Moissei Matwejewitsch Rubinstein  Моисей Матвеевич Рубинштейн (1878–1953)

### S
- Juri Fjodorowitsch Samarin Юрий Фёдорович Самарин (1819–1876) (Slawophiler)
- Dmitri Alexejewitsch Schachowskoi Дмитрий Алексеевич Шаховской / Иоанн (Шаховской) (1902–1989)
- Schellingianismus auf russischem Boden
- Leo Isaakowitsch Schestow Лев Исаакович Шестов (1866–1938) Irrationalismus
- Wladimir Semjonowitsch Schilkarskij Владимир Семёнович Шилкарский(1884–1960)
- Schisn Grigorija Skoworody (russisch Жизнь Григория Сковороды, wiss. Transliteration Žizn' Grigorija Skovorody); Das Leben von Gregorius Skoworoda, Hauptwerk von Michail Iwanowitsch Kowalenski
- Alexander Dmitrijewitsch Schmemann Александр Дмитриевич Шмеман (1921–1983)
- Scholastische Philosophie
- Michail Michailowitsch Schtscherbatow Михаил Михайлович Щербатов (1733–1790)
- Wassili Andrejewitsch Schukowski Василий Андреевич Жуковский (1783–1852)
- Semiramida (russisch Семирамида, wiss. Transliteration Semiramida) Semiramis. Aufzeichnungen über die Weltgeschichte, ein grundlegendes, aber unvollendetes Werk des russischen Slawophilen A. S. Chomjakow, das erst nach dessen Tod (1860) veröffentlicht wurde, jedoch schon 1838 begonnen worden sein soll.
- Priester Wassyl Senkiwskyj Василь Васильович Зеньківський  (1881–1962)
- Johannes von Kronstadt Иоанн Кронштадтский / Ioann Kronschtadtski, bürgerlich Иван Ильич Сергиев Iwan Iljitsch Sergijew (1829–1909)
- Iwan Michailowitsch Setschenow Иван Михайлович Сеченов (1829–1905), Materialist in den 1860ern, Nihilist
- Vosylius Sezemanas (Vasily Seseman) (1884–1963)
- Fjodor Fjodorowitsch Sidonski Фёдор Фёдорович Сидонский (1805–1873)
- Alexander Alexandrowitsch Sinowjew Александр Александрович Зиновьев (1922–2006)
- Gregorius Skoworoda Григорий Саввич Сковорода (1722–1794)
- Wiktor Andrejewitsch Skumin Виктор Андреевич Скумин (geb. 1948)
- Iwan (Ioann) Michailowitsch Skworzow Иван (Иоанн) Михайлович Скворцов (1795–1863)
- Slawophile
- Slawophile Ekklesiologie
- Slawophilismus (A. S. Chomjakow)
- Snanija, kassajuschtschijesja woobschtsche do filossofii (russisch Знания, касающиеся вообще до философии, wiss. Transliteration Znanija, kasajuščiesja voobšče do filosofii)  Kenntnisse, betreffend die Philosophie (Grigori Teplow)
- Fjodor Kusmitsch Sologub Фёдор Кузьмич Сологуб (1863–1927)

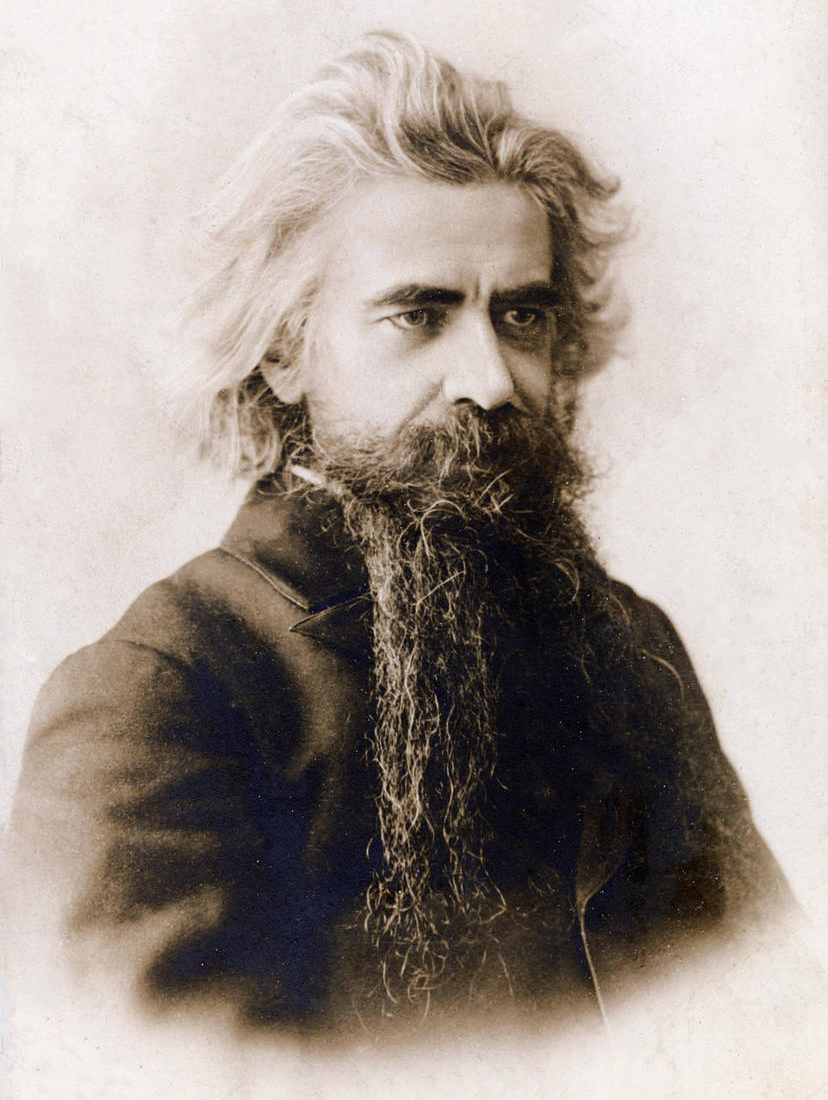
Wladimir Sergejewitsch Solowjow (um 1900)

- Wladimir Sergejewitsch Solowjow Владимир Сергеевич Соловьев (1853–1900) (hat das umfassendste System der russischen Philosophie geschaffen)
- ‘Sowjetische Philosophie’
- Sozialism kak jawlenije mirowoi istorii (russisch Социализм как явление мировой истории, wiss. Transliteration Socializm kak javlenie mirovoj istorii); Der Sozialismus als Phänomen der Weltgeschichte, ein Buch des russischen und sowjetischen Mathematikers Igor Schafarewitsch über das Wesen des Sozialismus, worin die Entwicklung der sozialistischen Ideen von der Antike bis in die Gegenwart nachgezeichnet wird und die Praxis des realsozialistischen Aufbaus im 20. Jahrhundert eingehend analysiert wird und der Autor zu dem Schluss kommt, dass der Sozialismus in seinem Wesen eine Manifestation des „Todestriebes“ auf der Ebene der menschlichen Zivilisation ist.
- Jewhen Wassylowytsch Spektorskyj Євген Васильович Спекторський (1875–1951)
- Michail Michailowitsch Speranski Михаил Михайлович Сперанский (1772–1839), Mathematikprofessor, Staatsmann und liberaler Reformer
- Nikolai Alexandrowitsch Speschnew Николай Александрович Спешнев (1820–1882)
- Gustav Speth Густав Густавович Шпет / Gustav Gustavowitsch Schpet (1879–1937)
- Afrikan Spir Африкан Александрович Шпир (1837–1890)
- Nikolai Wladimirowitsch Stankewitsch Николай Владимирович Станкевич (1813–1840) (Westler, russischer Hegelianer)
- Starez
- Fedor Stepun Фёдор Августович Степун (1885–1965)
- Stolp i utwerschdenije istiny (russisch Столп и утверждение истины, wiss. Transliteration Stolp i utverždenie istiny) Säule und Sockel der Wahrheit von Pawel Florenski
- Nikolai Nikolajewitsch Strachow Николай Николаевич Страхов (1828–1896)
- Peter Struve Пётр Бернгардович Струве / Pjotr Berngardowitsch Struwe (1870–1944)
- Swet Newetscherni (russisch Свет Невечерний, wiss. Transliteration Svet Nevečernij) Das Licht der Unendlichkeit, ein philosophisches Werk des russischen Denkers Sergei Bulgakow, das erstmals 1917 veröffentlicht wurde. Es besteht aus drei Teilen: Göttliches Nichts, Welt und Mensch.

### T
- Michail Michailowitsch Tarejew Михаил Михайлович Тареев (1867–1934)
- Wassili Nikititsch Tatischtschew Василий Никитич Татищев (1668–1750)
- Grigori Nikolajewitsch Teplow Григорий Николаевич Теплов (1717–1779)
- Theologische Akademien
- Tichon von Sadonsk  Тихон Задонский (1724–1783)
- Fjodor Iwanowitsch Tjuttschew Фёдор Иванович Тютчев (1803–1873)
- Pjotr Nikititsch Tkatschow Пётр Ники́тич Ткачёв (1844–1886)
- Lew Nikolajewitsch Tolstoi Лев Николаевич Толстой (1828–1910) (Vertreter eines religiös inspirierten Anarchismus)
- Matwei Michailowitsch Troizki Матвей Михайлович Троицкий (1835–1899) (Russischer Positivist)
- Lew Dawidowitsch Trotzki Лев Давидович Троцкий (1879–1940) (Gründer des Trotzkismus)
- Jewgeni Nikolajewitsch Trubezkoi Евгений Николаевич Трубецкой (1863–1920)
- Sergei Nikolajewitsch Trubezkoi Сергей Николаевич Трубецкой (1862–1905)

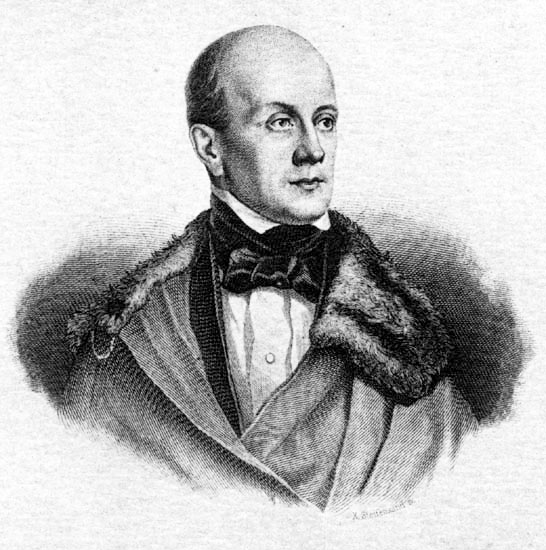
Pjotr Jakowlewitsch Tschaadajew

- Pjotr Jakowlewitsch Tschaadajew Пётр Яковлевич Чаадаев (1794–1856) (Westler)
- Nikolai Wassiljewitsch Tschaikowski Николай Васильевич Чайковский (1851–1926)
- Georgi Iwanowitsch Tschelpanow Георгий Иванович Челпанов (1862–1936)
- Nikolai Gawrilowitsch Tschernyschewski Николай Гаврилович Чернышевский (1828–1889)
- Alexander Leonidowitsch Tschischewski Александр Леонидович Чижевский (1897–1964)
- Boris Nikolajewitsch Tschitscherin Борис Николаевич Чичерин (1828–1904)
- Tschto takoje iskusstwo? (russisch Что такое искусство?, wiss. Transliteration Čto takoe iskusstvo?) Was ist Kunst? (Tolstoi)
- Alexander Nikolajewitsch Tschumakow Александр Николаевич Чумаков (geb. 1950)

### U
- Fjodor Wassiljewitsch Uschakow Фёдор Фёдорович Ушаков (1745–1817)
- Pjotr Demjanowitsch Uspenski Пётр Демьянович Успенский (1878–1947)

### V
Siehe auch unter W.
- Voltairismus (russischer)
- Vorlesungen über das Gottmenschentum (russisch Чтения о богочеловечестве / Tschtenija o bogotschelowetschestwe, wiss. Transliteration Čtenija o bogočelovečestve bzw. Chtenija o bogochelovechestve), eines der wichtigsten theologischen und metaphysischen Werke von Wladimir Solowjow (1853–1900)

### W
- Wechi (russisch Вехи, wiss. Transliteration Vechi) Wegzeichen

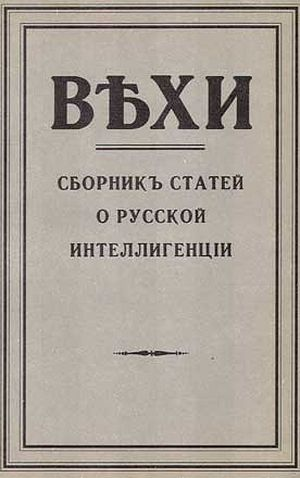
Wechi (Titelblatt der ersten Ausgabe)

- Païssi Welitschkowski Паисий Величковский (1722–1794)
- Daniil Michailowitsch Wellanski Даниил Михайлович Велланский (1774–1847)
- Dmitri Wladimirowitsch Wenewitinow Дмтирий Владимирович Веневитинов (1805–1827)
- Wladimir Iwanowitsch Wernadski Владимир Иванович Вернадский (1863–1945)
- Wisantism i slawjanstwo (russisch Византизм и славянство, wiss. Transliteration Vizantizm i slavjanstvo) Byzantismus und Slawentum (Konstantin Nikolajewitsch Leontjew)
- Christian Wolff (1679–1754), Einfluß in Russland (siehe z. B. Anitschkow)
- Maximilian Alexandrowitsch Woloschin Максимилиан Александрович Волошин (1877–1932)
- Woprossy filossofii i psichologii (russisch Вопросы философии и психологии, wiss. Transliteration Voprosy filosofii i psichologii) Fragen der Philosophie und Psychologie, eine wissenschaftliche Zeitschrift für Philosophie und Psychologie, die von 1889 bis 1918 in Moskau erschien
- Alexander Iwanowitsch Wwedenski Александр Иванович Введенский  (1856–1925)
- Grigori Nikolajewitsch Wyrubow Григорий Николаевич Вырубов (1843–1913)
- Boris Petrowitsch Wyscheslawzew Борис Петрович Вышеславцев (1877–1954)

### X
[kein Eintrag]

### Y
- Siehe unter J.

### Z
Siehe auch unter S.
- Leon Alexander Zander (1893–1964)
- Konstantin Eduardowitsch Ziolkowski Константин Эдуардович Циолковский (1857–1935)

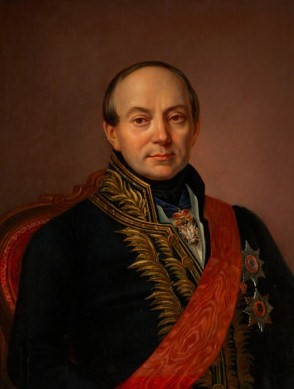
Platon Alexandrowitsch Schirinski-Schichmatow (Ein Nutzen von Philosophie ist nicht erwiesen, aber ein Schaden ist möglich)